# Lucky Ali
Maqsood Mahmood Ali, noto come Lucky Ali (Mumbai, 19 settembre 1958), è un cantautore e attore indiano.

## Discografia

### Album studio
- Sunoh (1996)
- Sifar (1998)
- Aks (2001)
- Kabhi Aisa Lagta Hai (2004)
- Xsuie (2009)
- Raasta Man (2011)